# Семенець Богдан Іванович
Богда́н Іва́нович Семене́ць (нар. 27 листопада 1990, с. Котів, Бережанський район, Тернопільська область) — український футболіст, нападник.

## Життєпис
Першим професійним футбольним клубом Семенця у 2007 році стає тернопільська «Нива».
З 2012 по 2015 рік грав за ФК «Тернопіль». З 2012 року у складі муніципалів виступав в Другій лізі України. У сезоні 2012/13 Семенець став другим бомбардиром другої ліги з 24 голами. В сезоні 2013/14 за два тури до завершення чемпіонату виборює путівку до Першої ліги, ставши бронзовим призером.
30 червня 2016 року став гравцем «Геліоса».
У період з 2017 до грудня 2021 року був нападником ФК «Агробізнес».